# Home Nations Championship 1889
Die Ausgabe 1889 des Turniers Home Nations Championship in der Sportart Rugby Union (das spätere Five Nations bzw. Six Nations) fand vom 2. Februar bis zum 2. März statt. Turniersieger wurde Schottland. Wie im Vorjahr nicht beteiligt war die Mannschaft Englands, da sich die Rugby Football Union weiterhin weigerte, dem 1886 gegründeten International Rugby Board beizutreten.

## Teilnehmer
| Land       | Stadion       | Stadt     | Kapitän       |
| ---------- | ------------- | --------- | ------------- |
| Irland     | Ormeau Road   | Belfast   | Robert Warren |
| Schottland | Raeburn Place | Edinburgh | David Morton  |
| Wales      | St Helen’s    | Swansea   | Frank Hill    |

## Tabelle
|    | Land       | Spiele | Siege | Unent. | Ndlg. | Spiel- punkte | Diff. | Tabellen- punkte |
| -- | ---------- | ------ | ----- | ------ | ----- | ------------- | ----- | ---------------- |
| 1. | Schottland | 2      | 2     | 0      | 0     | 1:0           | + 1   | 4                |
| 2. | Irland     | 2      | 1     | 0      | 1     | 0:1           | − 1   | 2                |
| 3. | Wales      | 2      | 0     | 0      | 2     | 0:0           | ± 0   | 0                |

## Ergebnisse
Für das Spielergebnis zählte die Anzahl erzielter Tore. Ein Tor wurde für eine erfolgreiche Erhöhung nach einem Versuch oder für ein Dropgoal gegeben. Endete das Spiel unentschieden nach Anzahl der Tore, zog man die nicht erhöhten Versuche hinzu, um einen Gewinner zu ermitteln. Gab es danach immer noch keinen eindeutigen Sieger, so trennten sich beide Teams unentschieden.
Ergebnisnotation: 
 T = Try (Versuch); G = Goal (Tor nach Versuch); D = Dropgoal
(in Klammern die Anzahl erzielter Tore)
| 2. Februar 1889 | Schottland        | 2T : 0        | Wales | Raeburn Place, Edinburgh Schiedsrichter: E. McAllister (Irland) |
| 2. Februar 1889 | Versuche: Ker Orr | (0:0) Bericht |       | Raeburn Place, Edinburgh Schiedsrichter: E. McAllister (Irland) |

| 16. Februar 1889 | Irland | 0 : 1D        | Schottland           | Ormeau Road, Belfast Schiedsrichter: William Phillips (Wales) |
| 16. Februar 1889 |        | (0:1) Bericht | Dropgoals: Stevenson | Ormeau Road, Belfast Schiedsrichter: William Phillips (Wales) |

| 2. März 1889 | Wales | 0 : 2T        | Irland                     | St Helen’s, Swansea Schiedsrichter: Andrew Wauchope (Schottland) |
| 2. März 1889 |       | (0:0) Bericht | Versuche: Cotton McDonnell | St Helen’s, Swansea Schiedsrichter: Andrew Wauchope (Schottland) |